# Ruská čeština
Ruská čeština je hovorové označení pro češtinu mluvenou nebo psanou východoslovanskými rodilými mluvčími (zejména Rusy), do níž se promítají některé rysy východoslovanských jazyků, které odporují normě češtiny. Manifestace těchto interferencí, které se mohou projevovat na všech rovinách jazyka (tedy na rovině pravopisné, výslovnostní, lexikální, morfologické i syntaktické), jsou zpravidla hodnoceny jako chyby, nebo alespoň jako jevy příznakové (méně či více nevhodné) (např. přízvuk, intonace, výslovnost v rovině fonetické, chybné koncovky (příp. jmenné rody) v rovině morfologické aj.).

## Příklady

### Výslovnost
- botanik [botanik]
- disk [disk]
- výslovnost "y" jako [y] (my – [my], x česká výslovnost [mi])